# Eastham, Merseyside
Eastham är en ort i distriktet Wirral, i grevskapet Merseyside, i England. Ward hade 13 932 invånare år 2021. Eastham var en civil parish fram till 1974. Civil parish hade 5 598 invånare år 1951.